# Bloomington (Indiana)
Bloomington város az USA Indiana államában. Lakosainak száma 79 168 fő (2020. április 1.).

## Népesség
A település népességének változása:

| 2010 | 80 405 |
| 2020 | 79 168 |

## Híres emberek
- Itt született 1950-ben Karen Joy Fowler amerikai sci-fi író
- Itt született 1954-ben David Lee Roth amerikai énekes, dalszerző, színész
- Itt született 1962-ben Dee Bradley Baker szinkronszínész
- Itt halt meg Vázsonyi Endre (1906–1986) író, és felesége
- Dégh Linda (1918–2014) néprajzkutató